# Świątynia Konfucjusza w Pekinie
Świątynia Konfucjusza w Pekinie (chiń. upr. 北京孔庙; chiń. trad. 北京孔廟; pinyin Běijīng Kǒngmiào) – znajdująca się w Pekinie świątynia poświęcona Konfucjuszowi. Po świątyni w Qufu jest to druga pod względem wielkości świątynia konfucjańska. Usytuowana jest niedaleko buddyjskiej świątyni Yonghegong i połączona ze znajdującą się w jej bezpośrednim sąsiedztwie Akademią Cesarską.

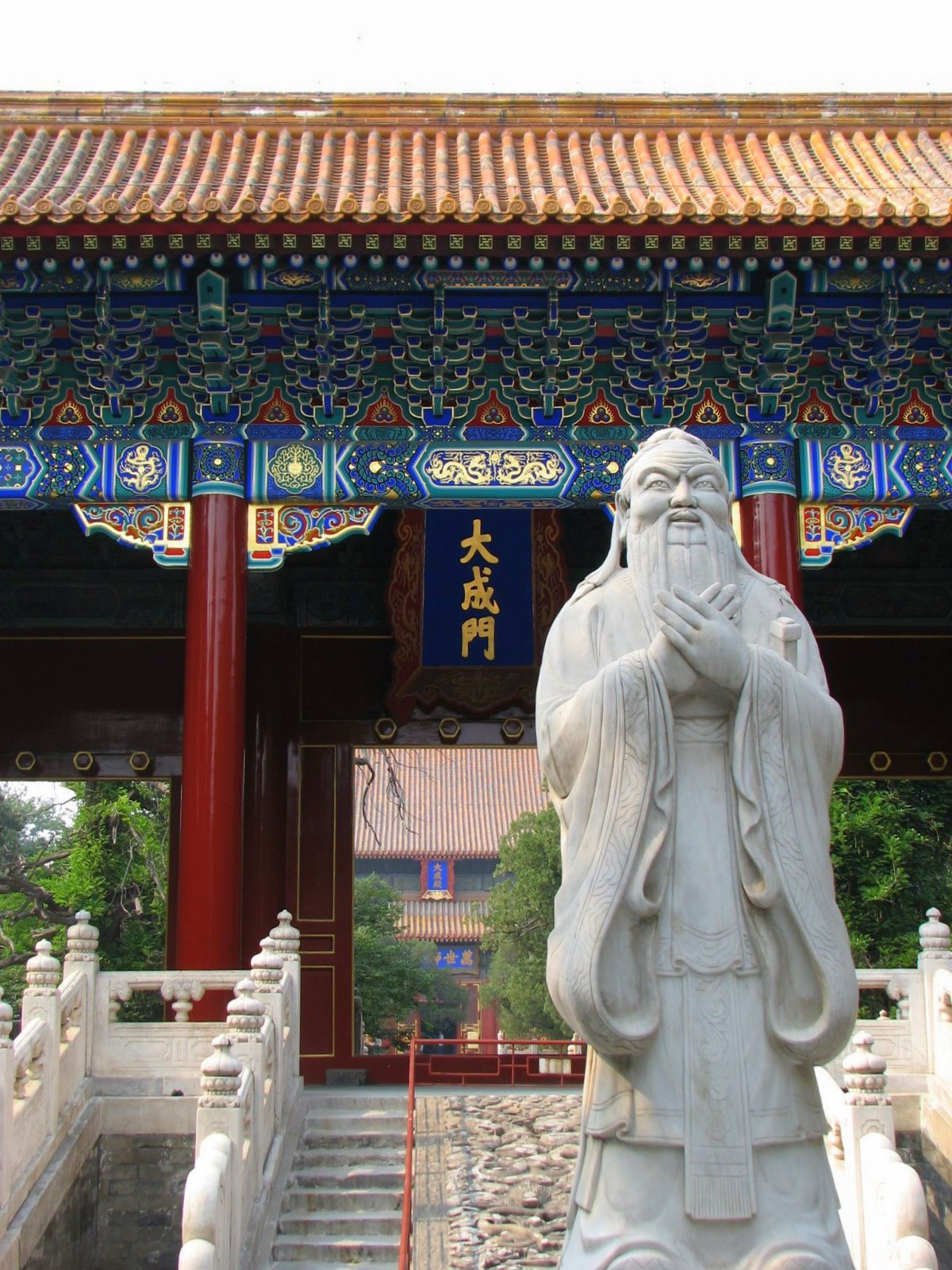
Pomnik Konfucjusza przed jednym z pawilonów

Obejmującą powierzchnię 22,000 m² świątynię wzniesiono w 1302 roku. Składa się z czterech dziedzińców. Jej teren porastają cyprysy i jałowce. Najstarszy cyprys, nazywany Chujian Bai, liczy sobie ponad 700 lat.
Głównym budynkiem jest pawilon Dacheng, w którym sprawowane są obrzędy ku czci Konfucjusza. Na terenie świątyni znajduje się 198 kamiennych tablic, na których przez czasy panowania dynastii Yuan, Ming i Qing zapisywano nazwiska osób, które zdały egzaminy urzędnicze w położonej tuż za murem Akademii. Ogółem wyryto 51,624 nazwisk. Kamienne stele z inskrypcjami umieszczono także w 14 świątynnych pawilonach i są one obecnie źródłem cennych informacji o historii cesarskich Chin.